# 이케하타 신노스케
이케하타 신노스케(池畑 慎之介, いけはた しんのすけ, 1952년 8월 8일 ~ )는 일본의 가수, 배우로, 활동명 피터(Peter)로 잘 알려져있다. 오사카부 오사카시 주오구 출신이다.

## 출연작

### 영화
- 장미의 행렬 (1969) - 에디 역
- 자토이치 (1970)
- 란 (1985) - 쿄아미 역
- 데스노트: 라스트 네임(2006년) - 렘 역